# Tuffi ai campionati europei di nuoto 2020

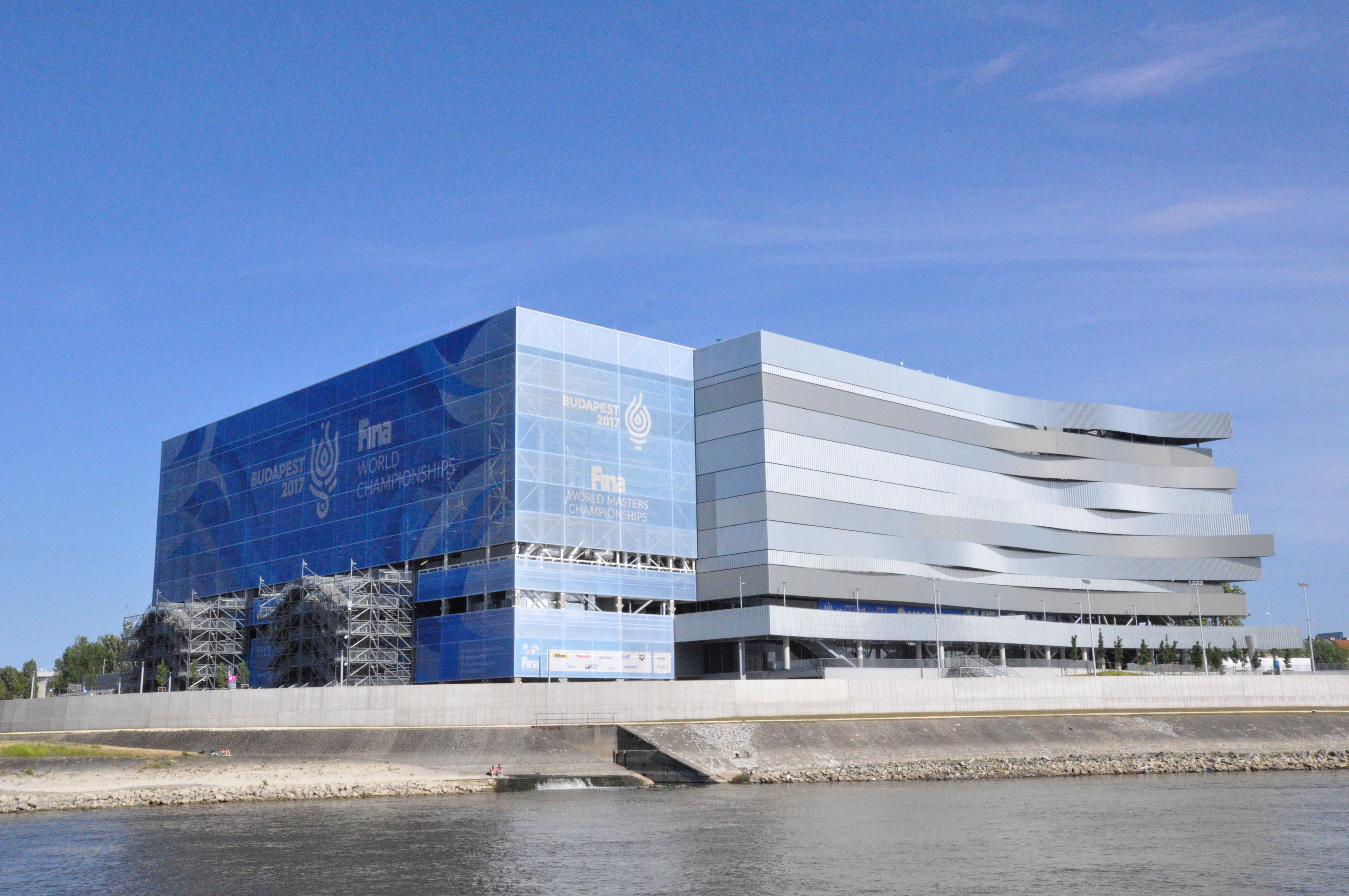
La Duna Aréna di Budapest.

Le gare di tuffi ai Campionati europei di nuoto 2020 si sono svolte dal 10 al 16 maggio 2021 presso la Duna Aréna di Budapest in Ungheria. Le gare originariamente avrebbero dovuto svolgersi nel 2020, ma sono state rinviata a causa dell'emergenza sanitaria conseguente alla pandemia di COVID-19.

## Calendario
Orario locale (UTC+1).
| Data           | Ora   | Evento                                   |
| -------------- | ----- | ---------------------------------------- |
| 10 maggio 2021 | 19:30 | Finale gara a squadre                    |
| 11 maggio 2021 | 12:30 | Preliminari trampolino 1 m femminile     |
| 11 maggio 2021 | 19:30 | Finale piattaforma 10 m sincro misto     |
| 11 maggio 2021 | 20:20 | Finale trampolino 1 m femminile          |
| 12 maggio 2021 | 12:00 | Preliminari trampolino 1 m maschile      |
| 12 maggio 2021 | 19:30 | Finale trampolino 3 m sincro misto       |
| 12 maggio 2021 | 20:40 | Finale trampolino 1 m maschile           |
| 13 maggio 2021 | 12:00 | Preliminari piattaforma 10 m femminile   |
| 13 maggio 2021 | 19:30 | Finale trampolino 3 m sincro maschile    |
| 13 maggio 2021 | 20:55 | Finale piattaforma 10 m femminile        |
| 14 maggio 2021 | 12:00 | Preliminari trampolino 3 m maschile      |
| 14 maggio 2021 | 19:30 | Finale piattaforma 10 m sincro femminile |
| 14 maggio 2021 | 20:25 | Finale trampolino 3 m maschile           |
| 15 maggio 2021 | 12:00 | Preliminari trampolino 3 m femminile     |
| 15 maggio 2021 | 17:00 | Finale piattaforma 10 m sincro maschile  |
| 15 maggio 2021 | 18:10 | Finale trampolino 3 m femminile          |
| 16 maggio 2021 | 12:00 | Preliminari piattaforma 10 m maschile    |
| 16 maggio 2021 | 18:00 | Finale trampolino 3 m sincro femminile   |
| 16 maggio 2021 | 19:10 | Finale piattaforma 10 m maschile         |

## Podi

### Uomini
| Evento                      | Oro                                    | Punteggio | Argento                                 | Punteggio | Bronzo                                     | Punteggio |
| Tuffi individuali           |                                        |           |                                         |           |                                            |           |
| Trampolino 1 m (dettagli)   | Patrick Hausding                       | 427,75    | Jack Laugher                            | 402,90    | Giovanni Tocci                             | 402,50    |
| Trampolino 3 m (dettagli)   | Evgenij Kuznecov                       | 525,20    | Nikita Šlejcher                         | 505,80    | Martin Wolfram                             | 484,65    |
| Piattaforma 10 m (dettagli) | Aleksandr Bondar                       | 564,35    | Tom Daley                               | 533,30    | Viktor Minibaev                            | 530,05    |
| Tuffi sincronizzati         |                                        |           |                                         |           |                                            |           |
| Trampolino 3 m (dettagli)   | Germania Patrick Hausding Lars Rüdiger | 426,78 p. | Russia Evgenij Kuznecov Nikita Šlejcher | 415,47    | Ucraina Oleksandr Horškovozov Oleh Kolodij | 409,92    |
| Piattaforma 10 m (dettagli) | Gran Bretagna Tom Daley Matty Lee      | 477,57    | Russia Aleksandr Bondar Viktor Minibaev | 471,96    | Germania Timo Barthel Patrick Hausding     | 424,32    |

### Donne
| Evento                      | Oro                                         | Punteggio | Argento                                 | Punteggio | Bronzo                                  | Punteggio |
| Tuffi individuali           |                                             |           |                                         |           |                                         |           |
| Trampolino 1 m (dettagli)   | Elena Bertocchi                             | 259,90    | Michelle Heimberg                       | 255,55    | Chiara Pellacani                        | 254,15    |
| Trampolino 3 m (dettagli)   | Tina Punzel                                 | 330,85    | Chiara Pellacani                        | 321,15    | Emma Gullstrand                         | 319,60    |
| Piattaforma 10 m (dettagli) | Anna Konanykhina                            | 365,25    | Julija Timošinina                       | 329,20    | Andrea Spendolini-Sirieix               | 326,60    |
| Tuffi sincronizzati         |                                             |           |                                         |           |                                         |           |
| Trampolino 3 m (dettagli)   | Germania Tina Punzel Lena Hentschel         | 307,29    | Italia Chiara Pellacani Elena Bertocchi | 307,20    | Russia Uliana Kliueva Vitaliia Koroleva | 291,00    |
| Piattaforma 10 m (dettagli) | Russia Ekaterina Beljaeva Julija Timošinina | 307,44    | Gran Bretagna Eden Cheng Lois Toulson   | 290,58    | Ucraina Ksenija Bajlo Sofija Lyskun     | 286,74    |

### Misti
| Evento                      | Oro                                                                         | Punteggio | Argento                                                                                  | Punteggio | Bronzo                                                                | Punteggio |
| Tuffi sincronizzati         |                                                                             |           |                                                                                          |           |                                                                       |           |
| Trampolino 3 m (dettagli)   | Italia Chiara Pellacani Matteo Santoro                                      | 300,69    | Germania Tina Punzel Lou Massenberg                                                      | 294,27    | Russia Vitalija Korolëva Ilia Molchanov                               | 289,50    |
| Piattaforma 10 m (dettagli) | Ucraina Ksenija Bajlo Oleksij Sereda                                        | 325,68    | Gran Bretagna Andrea Spendolini-Sirieix Noah Williams                                    | 307,32    | Russia Ekaterina Beliaeva Viktor Minibaev                             | 302,58    |
| Squadra (dettagli)          | Russia Kristina Ilinykh Evgenij Kuznecov Ekaterina Beliaeva Viktor Minibaev | 431,80    | Italia Chiara Pellacani Andreas Sargent Larsen Sarah Jodoin Di Maria Riccardo Giovannini | 428,00    | Germania Tina Punzel Patrick Hausding Christina Wassen Lou Massenberg | 421,00    |

## Medagliere
| Posiz. | Nazione       | Oro | Argento | Bronzo | Totale |
| ------ | ------------- | --- | ------- | ------ | ------ |
| 1      | Russia        | 5   | 4       | 4      | 13     |
| 2      | Germania      | 4   | 1       | 3      | 8      |
| 3      | Italia        | 2   | 3       | 2      | 7      |
| 4      | Ucraina       | 1   | 0       | 2      | 3      |
| 5      | Gran Bretagna | 1   | 3       | 1      | 5      |
| 6      | Svizzera      | 0   | 1       | 0      | 1      |
| 7      | Svezia        | 0   | 0       | 1      | 1      |
| Totale | Totale        | 13  | 13      | 13     | 39     |